# Глуховска централна районна библиотека
Глуховската библиотека е една от трите най-стари библиотеки в Украйна след научната библиотека на Лвовския държавен университет (основана през 1608 г.) и библиотеката на Националния университет „Киево-Могилянска академия“ (основана през 1701 г.). Това е една от първите културни и образователни институции в Сумска област и централната библиотека в системата на образователните институции на региона, която включва 49 библиотеки.

## История
Глуховската библиотека е основана през 1790 г. и се помещава в окръжното училище. Книгите на институцията в началото са достъпни само за отделни окръжни и градски служители.
През 1874 г. библиотеката е превърната в обществена библиотека с търговска цел, от която всеки има достъп до литературата (книги, вестници, списания) на културно-образователна институция срещу малка такса.
При съветската власт услугите на институцията стават безплатни.
През 1976 г. Глуховската библиотека е обединена с други обществени библиотеки в града и региона в една централна регионална библиотека. Така в новосформираната институция се формират нови отдели: методически и библиографски, отдел за окомплектоване и обработка на литературата, младежки отдел.
През 1990 г. Глуховската библиотека навършва 200 години. По този повод учреждението организира изложба на книги и илюстрации, за да запознае широката общественост с историята на Глуховската библиотека и създателите (както самите читатели, така и хората, свързани с библиотеката) на институцията.

## Библиотечни колекции
При основаването си библиотеката наброява около 100 книги. Нейният растеж е бавен, което се дължи на небрежното отношение на царизма към културните и образователни институции за населението. Така през 1860 г. държавата отпуска само 42 рубли и 85 копейки за издръжка на библиотеката, въпреки факта, че литературният ѝ фонд по това време възлиза на 1251 книги.
В края на XIX век за закупуване на нови книги, абонаменти за вестници и списания са изразходвани 325 – 350 рубли, а общите разходи за поддържане на библиотеката на година са 700 – 750 рубли.
По инициатива на М. В. Шугуров (1843 – 1901), служител на списание „Киевска античност“, в институцията е създаден музей. След смъртта на инициатора през 1902 г. неговата вдовица Н. А. Шугурова прехвърля основата на музейната колекция от книги и колекциите от древни документи (общо 1348 екземпляра), както и колекция от гравюри за историята на региона (53 екземпляра) на библиотеката.
По време на Втората световна война книжният фонд на библиотеката претърпява големи загуби. Но въпреки това ролята на институцията в културния живот на града нараства и през 1966 г. обемът на екземплярите на печатната литература вече възлиза на 32 188 броя. След преструктурирането на библиотеката през 1976 г. нейният фонд възлиза на 52 603 единици.
През 2000 г. книжният фонд на институцията наброява над 85 хиляди книги. През годината библиотеката получава средно по 8 хиляди нови издания. 6 хиляди читатели годишно ползват услугите на учреждението.